# Trận Warszawa (1920)
Trận Warszawa, thỉnh thoảng gọi là Phép màu trên sông Wisla, là trận đánh quyết định của cuộc Chiến tranh Nga-Ba Lan (1919-1921). Cuộc chiến này mở đầu không lâu sau khi Chiến tranh thế giới thứ nhất kết thúc năm 1918 và kéo dài cho đến khi Hòa ước Riga đánh dấu sự chấm dứt thù địch giữa Ba Lan và Nga năm 1921.
Trận đánh diễn ra từ ngày 12 tháng 8 cho đến ngày 25 tháng 8 năm 1920 khi Hồng quân dưới sự chỉ huy của Mikhail Tukhachevsky tiến đánh thủ đô Warszawa của Ba Lan và đến gần Pháo đài Modlin. Ngày 16 tháng 8, quân Ba Lan dưới quyền Józef Piłsudski phản công từ hướng Nam, bẻ gãy cuộc tấn công của quân Nga, buộc quân Nga phải tổ chức triệt thoái trong hỗn loạn về hướng Đông và phía sau sông Neman. Ước tính tổn thất của Nga là 1 vạn người chết, 500 người mất tích, 3 vạn người bị thương và 66 nghìn người bị bắt làm tù binh, trong khi thiệt hại của Ba Lan là khoảng 4.500 người chết, 10.000 người mất tích, và 22.000 người bị thương.
Trước khi quân Ba Lan thắng trận ở sông Wisla, cả đảng Bolshevik và phần đông các chuyên gia ngoại quốc đã đều nhìn nhận Ba Lan đã cận kề thất bại. Chiến thắng vẻ vang và bất ngờ của Ba Lan đã hủy hoại quân đội Bolshevik. Theo lời của Lãnh tụ Vladimir Ilyich Lenin, người Bolshevik "hứng chịu một bị thất bại to lớn". Trong những tháng sau, vài thắng lợi dồn dập của quân Ba Lan đã cứu vãn nền độc lập của Ba Lan và dẫn tới Hòa ước Riga với nước Nga và Ukraina dưới chế độ Xô viết cuối năm đó, đảm bảo biên giới phía Đông của Nhà nước Ba Lan trong vòng 20 năm sau đó.

## Bối cảnh lịch sử
Sau khi Thế chiến thứ nhất kết thúc, người Ba Lan đã chiến đấu để bảo vệ nền độc lập mà họ mới giành được, sau khi mất nước trong cuộc chia cắt Ba Lan lần thứ ba năm 1795, và để bảo vệ biên giới của một liên minh đa sắc tộc mới (Intermarium) từ lãnh thổ của những nước đã chia cắt họ là Nga, Đức và Đế quốc Áo-Hung.
Cùng lúc đó, năm 1919 người Bolshevik giành chiến thắng trong cuộc Nội chiến Nga, sau khi giáng những đòn chí mạng vào quân Bạch vệ Nga. Vladimir Ilyich Lenin nhìn nhận Ba Lan là cây cầu để mang chủ nghĩa cộng sản sang Trung và Tây Âu, và cuộc Chiến tranh Nga-Ba Lan xem ra là cách hoàn hảo nhất để thử sức người Bolshevik. Các bài diễn văn của đảng Bolshevik chứng nhận cách mạng cần phải được mang tới Tây Âu bằng lưỡi lê của những người lính Nga và con đường ngắn nhất tới Berlin và Paris nằm ở Warszawa.

## Chú giải và chú thích
1. 1 2 3 4
2. ↑  Soviet casualties refer to all the operations during the battle, from the fighting on the approaches to Warsaw, through the counteroffensive, to the battles of Białystok and Osowiec, while the estimate of Bolshevik strength may be only for the units that were close to Warsaw, not counting the units held in reserve that took part in the later battles.
3. ↑  A National Democrat Sejm deputy, Stanisław Stroński, coined the phrase, "Miracle at the Wisła" (Polish: "Cud nad Wisłą"), to underline his disapproval of Piłsudski's "Ukrainian adventure."[21] Stroński's phrase was adopted with approval by some patriotically or piously minded Poles unaware of Stroński's ironic intent.[1]
4. ↑  Sketches from a Secret War by Timothy Snyder, Yale University Press, 2007, p. 11
5. 1 2